# Summersville (Missouri)
Summersville és una població dels Estats Units a l'estat de Missouri. Segons el cens del 2000 tenia 544 habitants.

## Demografia
Segons el cens del 2000, Summersville tenia 544 habitants, 236 habitatges, i 148 famílies. La densitat de població era de 189,2 habitants per km².
Dels 236 habitatges en un 33,5% hi vivien nens de menys de 18 anys, en un 51,3% hi vivien parelles casades, en un 10,6% dones solteres, i en un 36,9% no eren unitats familiars. En el 35,6% dels habitatges hi vivien persones soles el 25% de les quals corresponia a persones de 65 anys o més que vivien soles. El nombre mitjà de persones vivint en cada habitatge era de 2,31 i el nombre mitjà de persones que vivien en cada família era de 2,96.
Per edats la població es repartia de la següent manera: un 28,1% tenia menys de 18 anys, un 8,5% entre 18 i 24, un 23% entre 25 i 44, un 18,4% de 45 a 60 i un 22,1% 65 anys o més.
L'edat mediana era de 35 anys. Per cada 100 dones de 18 o més anys hi havia 69,3 homes.
La renda mediana per habitatge era de 18.359 $ i la renda mediana per família de 22.500 $. Els homes tenien una renda mediana de 21.563 $ mentre que les dones 11.818 $. La renda per capita de la població era de 10.163 $. Entorn del 25% de les famílies i el 32,2% de la població estaven per davall del llindar de pobresa.

## Poblacions més properes
El següent diagrama mostra les poblacions més properes.